# Kasey McAteer
Kasey Ian McAteer (Northampton, 22 novembre 2001) è un calciatore irlandese, centrocampista del Leicester City e della nazionale irlandese.

## Carriera

### Club
McAteer è cresciuto nel settore giovanile del Leicester City ed ha debuttato in prima squadra il 12 dicembre 2021 nell'incontro di Premier League vinto 4-0 contro il Newcastle Utd. Il 28 gennaio seguente è passato in prestito al Forest Green fino al termine della stagione.
Dopo aver disputato la prima metà della stagione successiva con il Leicester, nel gennaio del 2023 è stato nuovamente ceduto in prestito, questa volta all'AFC Wimbledon.
In seguito alla retrocessione delle Foxes in Championship è stato confermato in rosa dove ha iniziato a giocare con regolarità.

### Nazionale
Ha debuttato con la nazionale irlandese il 7 settembre 2024 nell'incontro di UEFA Nations League contro l'Inghilterra. Il 6 giugno 2025, alla sua prima apparizione da titolare, realizza la sua prima rete con l'Irlanda nell'amichevole pareggiata 1-1 contro il Senegal.

## Statistiche

### Presenze e reti nei club
Statistiche aggiornate al 7 settembre 2024.
| Stagione              | Squadra               | Campionato            | Campionato | Campionato | Coppe nazionali | Coppe nazionali | Coppe nazionali | Coppe continentali | Coppe continentali | Coppe continentali | Altre coppe | Altre coppe | Altre coppe | Totale | Totale | Totale |
| Stagione              | Squadra               | Comp                  | Pres       | Reti       | Comp            | Pres            | Reti            | Comp               | Pres               | Reti               | Comp        | Pres        | Reti        | Pres   | Reti   |        |
| --------------------- | --------------------- | --------------------- | ---------- | ---------- | --------------- | --------------- | --------------- | ------------------ | ------------------ | ------------------ | ----------- | ----------- | ----------- | ------ | ------ | ------ |
| 2021-gen. 2022        | Leicester City        | PL                    | 1          | 0          | FACup+CdL       | 1+0             | 0               | UEL+UECL           | 0                  | 0                  | -           | -           | -           | 2      | 0      |        |
| gen.-giu. 2022        | Forest Green          | FL2                   | 9          | 0          | FACup+CdL       | 0               | 0               | -                  | -                  | -                  | FLT         | 0           | 0           | 9      | 0      |        |
| 2022-gen. 2023        | Leicester City        | PL                    | 0          | 0          | FACup+CdL       | 1+1             | 0               | -                  | -                  | -                  | -           | -           | -           | 2      | 0      |        |
| gen.-giu. 2023        | AFC Wimbledon         | FL2                   | 18         | 1          | FACup+CdL       | 0               | 0               | -                  | -                  | -                  | FLT         | 0           | 0           | 18     | 1      |        |
| 2023-2024             | Leicester City        | FLC                   | 23         | 6          | FACup+CdL       | 1+2             | 0+1             | -                  | -                  | -                  | -           | -           | -           | 26     | 7      |        |
| 2024-2025             | Leicester City        | PL                    | 4          | 1          | FACup+CdL       | 0+1             | 0               | -                  | -                  | -                  | -           | -           | -           | 5      | 1      |        |
| Totale Leicester City | Totale Leicester City | Totale Leicester City | 28         | 8          |                 | 7               | 1               |                    | 0                  | 0                  |             | -           | -           | 35     | 9      |        |
| Totale carriera       | Totale carriera       | Totale carriera       | 55         | 8          |                 | 7               | 1               |                    | 0                  | 0                  |             | 0           | 0           | 62     | 9      |        |

## Palmarès

### Club

#### Competizioni nazionali
- Campionato inglese di seconda divisione: 1

Leicester City: 2023-2024